# Árpád-házi Erzsébet magyar királyi hercegnő (1292–1338)

A svájci Töss városa jelenlegi címere a jellegzetes Árpád-házi kettős kereszttel. Valószínűleg először a kolostor, utána a város elsajátította Erzsébet után.

Árpád-házi (boldog) Erzsébet magyar királyi hercegnő (Buda, 1292 – Svájc, Töss, 1338. május 6.) magyar királyi hercegnő, domonkos apáca. III. András magyar király és Fenenna kujáviai hercegnő egyetlen leánya, az Árpád-ház utolsó sarja nőágon.

## Élete
1292-ben született III. András és Fenenna kujáviai hercegnő egyetlen leányaként. Hároméves korától félárva volt, ekkor halt meg ugyanis tizenkilenc éves édesanyja. A kis hercegnőt 1298. február 12-én Vencel cseh herceggel, II. Vencel cseh király és Habsburg Juta fiával jegyezték el, neveltetése miatt Bécsbe vitték. Az eljegyzést Vencel királlyá választásakor, 1301-ben megújították, a házasság azonban mégsem jött létre. 
Apjának 1301. január 14-én bekövetkezett halála után mostohaanyja, Ágnes magával vitte Bécsbe, Albert király meggyilkolása után fölépíttette a königsfeldeni klarissza kolostort. 1310-ben maga is belépett oda, Erzsébetet pedig a tössi domonkos apácákhoz adta. Erzsébet ott élt haláláig, 1338. május 6-án halt meg, utolsó éveiben teljesen béna volt.
A kolostorban temették el, sírját a kolostorral együtt a reformátorok a 16. században feldúlták. Sírkövét ma a zürichi Landesmuseumban őrzik. Fennmaradt korabeli legendája. A római katolikus egyház boldogként tiszteli, habár hivatalosan nem avatták boldoggá.